# Tlogo (Kanigoro)
Tlogo is een bestuurslaag in het regentschap Blitar van de provincie Oost-Java, Indonesië. Tlogo telt 6602 inwoners (volkstelling 2010).